# محمد فريد النحاس
محمد بن فريد النحاس ولد في القاهرة في مصر سنة 1323 هـ/1905م، وبها نشأ وتعلم القرآن في مدارسها، وسافر إلى بغداد سنة 1340 هـ/1923م، وهو شاب في السابعة عشر من عمره، وأنشأ مكتبا للزنكغراف في الخط العربي، باسم (زنكغراف الرافدين)، وكان يساعده في خط اللوحات والأختام والتصميم الخطاط صبري الهلالي البغدادي، ومن بعده ساعده الخطاط هاشم محمد البغدادي.
وما تزال الكثير من منجزاته المخطوطة لحد الآن من التحف الفنية النادرة في الخط العربي.

## وفاته
توفي الخطاط محمد النحاس في بغداد يوم 14 محرم 1374 هـ/ 12 أيلول 1954م، ودفن في مقبرة الخيزران في الأعظمية.